# Earnest Goodsir-Cullen
Earnest John Goodsir-Cullen (* 15. Juli 1912 im heutigen Bundesstaat Kerala; † Dezember 1993) war ein indischer Hockeyspieler, der 1936 eine olympische Goldmedaille gewann.

## Leben
Earnest Goodsir-Cullen war Mittelfeldspieler der indischen Mannschaft bei den Olympischen Spielen 1936. Die Mannschaft gewann ihre drei Vorrundenspiele, erzielte 20 Tore und erhielt kein Gegentor. Mit einem 10:0-Sieg im Halbfinale gegen die französische Mannschaft erreichten die Inder das Endspiel. Im Finale siegte die indische Mannschaft mit 8:1 gegen die deutsche Mannschaft.
Earnest Goodsir-Cullen besuchte das St. George’s College in Masuri und lernte dort das Hockeyspiel. Dieses College brachte insgesamt sechs Olympiasieger im Hockey hervor. 1928 gehörten Michael Gateley, Earnests älterer Bruder William Goodsir-Cullen und George Marthins zur indischen Mannschaft, 1936 Lionel Emmett, Earnest Goodsir-Cullen und Carlyle Tapsell.